# Ernest de Cadoine de Gabriac
Alphonse Joseph Paul Marie Ernest de Cadoine, marquis de Gabriac (Heidelberg, 1er mars 1792 - Paris, 11 juin 1865) est un homme politique et diplomate français.

## Biographie

### Vie privée
Il est issu d'une famille de la vieille noblesse du Gévaudan, il est le fils d'un officier, Joseph-Louis-Claude de Cadoine, marquis de Gabriac, aide de camp du prince de Condé, son parent, dans l'Armée des émigrés, et de Marie de Celesia (fille du marquis Pietro Paolo Celesia et de Dorothea Mallet).

### Vie publique
Il devient, après le retour de sa famille en France, page de Napoléon Bonaparte à l'âge de seize ans. Auditeur au Conseil d'État en 1808, puis conseiller d'État en 1810, il entre l'année suivante dans la diplomatie comme secrétaire d'ambassade à Naples en 1811. 
Premier secrétaire d'ambassade à Turin en 1814, il y assure les fonctions d'ambassadeur par intérim en 1816 et est chargé de l'extradition de Didier et des autres personnes impliqués dans les troubles de Grenoble. Il est nommé premier secrétaire de légation à Saint-Pétersbourg en 1819. 
Il passe ministre plénipotentiaire à Stockholm en 1823, puis à Rio de Janeiro en 1826. Il prend part à d'importantes négociations au Brésil : il renouvelle le traité de commerce, obtient la séparation des deux couronnes du Portugal et du Brésil et fait admettre le droit des neutres, en même temps que le droit maritime français était adopté par le Brésil.
Lors de son mariage le 22 décembre 1826 avec Catherine Davydova, fille du général Alexandre Lvovitch Davydov, petite-fille du duc Antoine-Louis-Marie de Gramont et d'Aglaé de Polignac, le roi Charles X se chargea de la dot et de la corbeille.
Gabriac est nommé ambassade en Suisse en 1829 et est chargé de faire modifier le code pénal auquel étaient soumis les soldats suisses au service du roi Charles X. Sa mission se trouve terminée au moment où les troupes suisses quittèrent la France, après les journées de juillet 1830. Attaché à la branche ainée des Bourbons, il quitte son ambassade après la Révolution et restae en dehors de la vie publique durant plusieurs années.
Sur l'insistance de l'ancien ministre des Affaires étrangères, le comte Horace Sébastiani (second époux d'Aglaé de Gramont, sa belle-mère), Gabriac accepte de finalement reprendre sa place dans le corps diplomatique et est envoyé en mission spéciale au Mexique en 1837 et à Washington en 1839.
Le marquis de Gabriac est nommé pair de France le 20 juillet 1841, puis sénateur en 4 mars 1853. 
Il fut vice-président du Comité consultatif du contentieux au Ministère des Affaires étrangères.
Le 4 avril 1856, il assiste à la fondation de L'Œuvre des Écoles d'Orient (connue actuellement sous le nom de L'Œuvre d'Orient) et est membre de son 1er Conseil général du 25 avril 1856.
Il est le père d'Alexandre (1827-1898), jésuite et homme de lettres, et de Joseph Jules (1830-1903), ambassadeur.

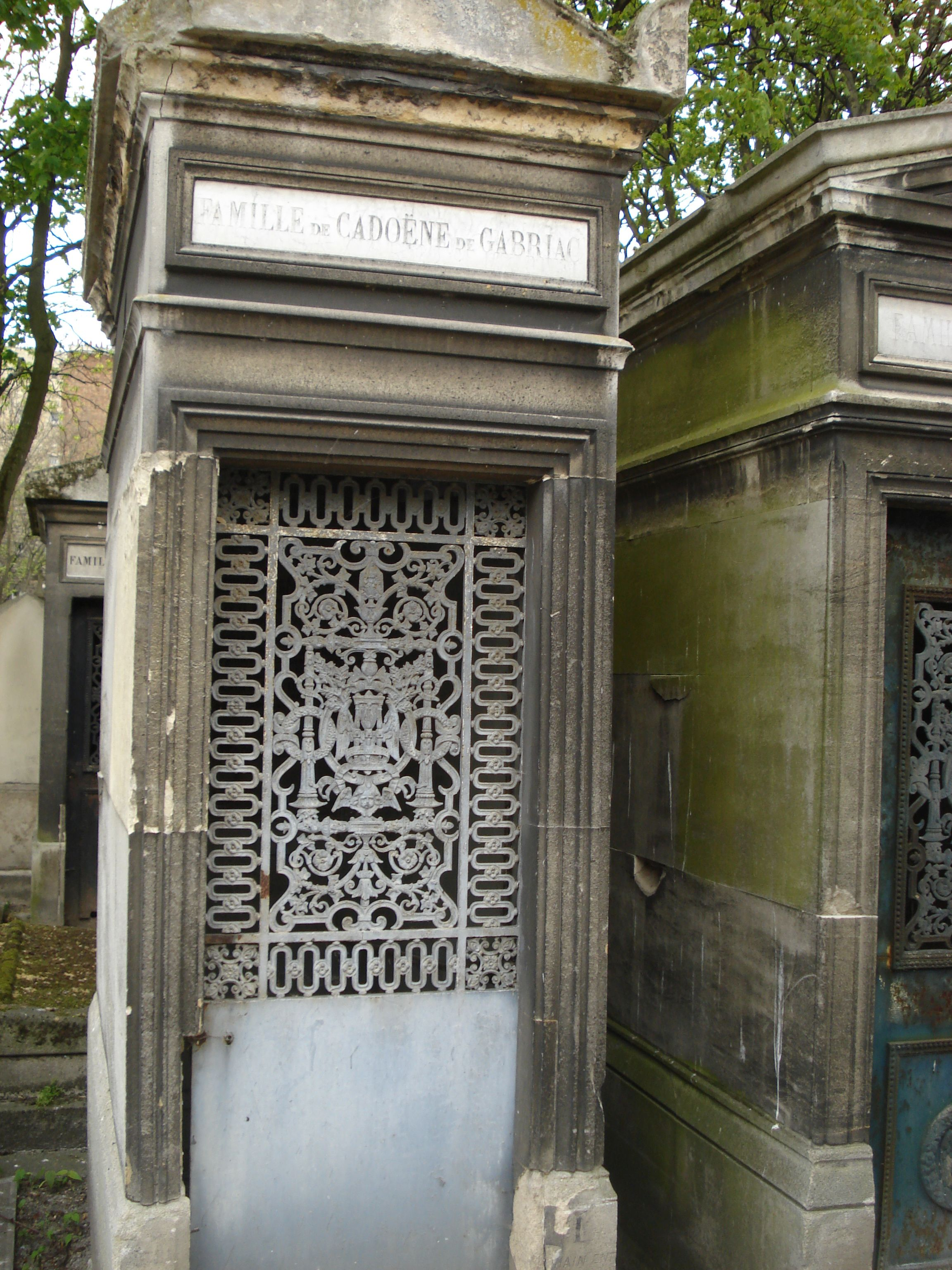
Sépulture de la famille de Cadoine de Gabriac

Il est inhumé au cimetière de Montmartre dans une chapelle où reposent de nombreux membres de sa famille.

## Famille
Il épouse, le 22 décembre 1826, Catherine Davydova (1806-1882), fille de Alexandre Davydov et d'Aglaé Angélique Gabrielle de Gramont. Ils ont trois enfants.
- Père Alexandre de Cadoine de Gabriac, marquis de Gabriac (6 décembre 1827 - 16 février 1898), religieux, sans enfants ;
- Joseph de Cadoine de Gabriac, marquis de Gabriac (14 août 1830 - 23 novembre 1903) épouse Mathilde von Eskeles (10 août 1839 - 16 septembre 1929), dont descendance ;
- Joseph Marie Gaëtan Horace Paul Cadoine de Gabriac, vicomte de Gabriac (13 octobre 1839 - 14 novembre 1875) épouse Florence Phalen (7 décembre 1839 - 28 octobre 1922), dont descendance.

## Distinctions

### Décorations
- Officier de la Légion d'honneur (décret du 31 octobre 1828)
  -  Chevalier de la Légion d'honneur

## Œuvres
- La question Brésilienne (1829)
- Les républiques de l'Amerique du Sud considérées dans leur avenir (1851)
- Dom Pedro I., notes et souvenirs personnels (1854)
- De l'origine de la guerre d'Italie et des conséquences de la paix de Villafranca (1859)
- Souvenirs d'un secrétaire d'ambassade à Naples de 1811 à 1814, excursion dans la principauté de Bénévent (1891)

### Sources
- « Gabriac (Alphonse-Joseph-Paul-Marie-Ernest de Cadoine, marquis de) », dans Adolphe Robert et Gaston Cougny, Dictionnaire des parlementaires français, Edgar Bourloton, 1889-1891 [détail de l’édition]
- Les Sénateurs du Consulat dt de l'Empire
- Gustave Vapereau, Dictionnaire universel des contemporains: contenant toutes les personnes notables de la France et des pays étrangers, Volume 1, 1858
- Jean Charles Biaudet, La Suisse et la monarchie de juillet, 1830-1838, 1941
- « Gabriac (Paul-Joseph-Alphonse-Marie-Ernest de Cadoine) », dans Pierre Larousse, Grand dictionnaire universel du XIXe siècle, Paris, Administration du grand dictionnaire universel, 15 vol., 1863-1890 [détail des éditions].
- Fredrik Ulrik Wrangel, Liste des diplomates franc̜ais en Suède 1541-1891, 1891